# Bartoszyce
Bartoszyce (nemško Bartenstein, litovsko Baršteinas) je mesto na severovzhodu Poljske ob reki Łyni ob meji z rusko enklavo Kaliningrajsko oblastjo. Je glavno mesto Okrožja Bartoszyce v Varminsko-Mazurskem vojvodstvu. Leta 2010 je imelo 24.721 prebivalcev.